# Jonny Edgar
Jonny Edgar (Whitehaven, Reino Unido, 13 de febrero de 2004) es un piloto de automovilismo británico. Fue campeón de ADAC Fórmula 4 y cuarto del Campeonato de Italia de Fórmula 4 en 2020 como miembro del Red Bull Junior Team, donde se mantuvo desde 2017 hasta 2022. Desde 2021 hasta 2023 compitió en el Campeonato de Fórmula 3 de la FIA, el último año con el equipo MP Motorsport.

## Carrera

### Inicios
Jonny Edgar nació en Inglaterra en 2004 e hizo su debut en karts a la edad de ocho años, como muchos miembros de su familia. Rápidamente se elevó a nivel internacional, culminando con su título en el Campeonato de Europa Junior CIK-FIA OK, por delante de pilotos como Jack Doohan, Zane Maloney o Hadrien David.

### Fórmula 4
Con el apoyo del Red Bull Junior Team, pasó a los monoplazas en 2019, participando en carreras de los campeonatos de Italia, Alemania y España de Fórmula 4. Décimo en F4 Italiana con varios podios, se unió a Van Amersfoort Racing para una segunda temporada en Alemania. e Italia en 2020. Centrándose en el campeonato alemán, gana por poco con seis victorias, dos puntos por delante de su compañero de equipo Jak Crawford.

## Resumen de carrera
| Temporada | Categoría                                           | Equipo                 | Carreras     | Victorias    | Poles        | VR           | Podios       | Puntos       | Pos.         |
| --------- | --------------------------------------------------- | ---------------------- | ------------ | ------------ | ------------ | ------------ | ------------ | ------------ | ------------ |
| 2019      | Campeonato de Italia de Fórmula 4                   | Jenzer Motorsport      | 21           | 0            | 2            | 2            | 2            | 97           | 10.º         |
| 2019      | ADAC Fórmula 4                                      | Jenzer Motorsport      | 6            | 0            | 0            | 0            | 0            | 0            | NC†          |
| 2019      | Campeonato de España de F4                          | Jenzer Motorsport      | 3            | 0            | 2            | 0            | 3            | 39           | 14.º         |
| 2020      | ADAC Fórmula 4                                      | Van Amersfoort Racing  | 21           | 6            | 5            | 6            | 11           | 300          | 1.º          |
| 2020      | Campeonato de Italia de Fórmula 4                   | Van Amersfoort Racing  | 14           | 2            | 1            | 3            | 6            | 169          | 4.º          |
| 2021      | Campeonato de Fórmula 3 de la FIA                   | Carlin Buzz Racing     | 20           | 0            | 0            | 0            | 0            | 23           | 18.º         |
| 2022      | Campeonato de Fórmula 3 de la FIA                   | Trident                | 14           | 0            | 0            | 2            | 0            | 46           | 12.º         |
| 2023      | Campeonato de Fórmula 3 de la FIA                   | MP Motorsport          | 18           | 1            | 0            | 0            | 1            | 55           | 13.º         |
| 2024      | European Le Mans Series - LMP2                      | Orlen Team AO by TF    | 6            | 1            | 0            | 0            | 4            | 93           | 1.º          |
| 2024      | IMSA WeatherTech SportsCar Championship - LMP2      | Sean Creech Motorsport | 3            | 0            | 0            | 0            | 0            | 755          | 30.º         |
| 2025      | Campeonato Mundial de Resistencia de la FIA - LMGT3 | TF Sport               | Disputándose | Disputándose | Disputándose | Disputándose | Disputándose | Disputándose | Disputándose |
| Fuente:   |                                                     |                        |              |              |              |              |              |              |              |

## Resultados

### Campeonato de Fórmula 3 de la FIA
(Clave) (negrita indica pole position) (cursiva indica vuelta rápida puntuable)

| Año  | Escudería          | 1   | 1   | 1   | 2   | 2   | 2   | 3   | 3   | 3   | 4   | 4   | 4   | 5   | 5   | 5   | 6   | 6   | 6   | 7   | 7   | 7   | Pos. | Puntos | Ref.  |
| ---- | ------------------ | --- | --- | --- | --- | --- | --- | --- | --- | --- | --- | --- | --- | --- | --- | --- | --- | --- | --- | --- | --- | --- | ---- | ------ | ----- |
| 2021 | Carlin Buzz Racing | BAR | BAR | BAR | LEC | LEC | LEC | SPI | SPI | SPI | BUD | BUD | BUD | SPA | SPA | SPA | ZAN | ZAN | ZAN | SOC | SOC | SOC | 18.º | 23     | [ 7 ] |
| 2021 | Carlin Buzz Racing | 5   | 6   | 16  | 28  | 23  | 14  | 6   | 5   | 10  | Ret | 26  | Ret | 21  | 17  | 19  | 19  | 25  | 15  | 18  | C   | 14  | 18.º | 23     | [ 7 ] |

| Año  | Escudería     | 1   | 1   | 2   | 2   | 3   | 3   | 4   | 4   | 5   | 5   | 6   | 6   | 7   | 7   | 8   | 8   | 9   | 9   | Pos. | Puntos | Ref.  |
| ---- | ------------- | --- | --- | --- | --- | --- | --- | --- | --- | --- | --- | --- | --- | --- | --- | --- | --- | --- | --- | ---- | ------ | ----- |
| 2022 | Trident       | SAK | SAK | IMO | IMO | BAR | BAR | SIL | SIL | SPI | SPI | BUD | BUD | SPA | SPA | ZAN | ZAN | MNZ | MNZ | 12.º | 46     | [ 8 ] |
| 2022 | Trident       | 13  | 11  |     |     |     |     | 15  | 8   | 7   | 21  | 13  | 24  | 4   | 5   | 4   | 9   | 5   | 8   | 12.º | 46     | [ 8 ] |
| 2023 | MP Motorsport | SAK | SAK | MEL | MEL | MON | MON | BAR | BAR | SPI | SPI | SIL | SIL | BUD | BUD | SPA | SPA | MNZ | MNZ | 13.º | 55     | [ 9 ] |
| 2023 | MP Motorsport | 9   | 23  | DSQ | 11  | Ret | 14  | 12  | 15  | 5   | 6   | 28  | NC  | 8   | 8   | 4   | 19  | Ret | 1   | 13.º | 55     | [ 9 ] |